# Liechtenstein a 2014. évi téli olimpiai játékokon
Liechtenstein az oroszországi Szocsiban megrendezett 2014. évi téli olimpiai játékok egyik részt vevő nemzete volt. Az országot az olimpián 2 sportágban 4 sportoló képviselte, akik érmet nem szereztek.

## Alpesisí
Férfi
| Versenyző      | Versenyszám      | 1. futam | 1. futam | 2. futam | 2. futam | Összesítés | Összesítés |
| Versenyző      | Versenyszám      | Idő      | Hely.    | Idő      | Hely.    | Idő        | Helyezés   |
| -------------- | ---------------- | -------- | -------- | -------- | -------- | ---------- | ---------- |
| Marco Pfiffner | Műlesiklás       | 53,46    | 47.      | 1:02,02  | 26.      | 1:55,48    | 24.        |
| Marco Pfiffner | Óriás-műlesiklás | 1:27,64  | 46.      | 1:29,08  | 44.      | 2:56,72    | 42.        |

Női
| Versenyző      | Versenyszám            | 1. futam | 1. futam | 2. futam | 2. futam | Összesítés | Összesítés |
| Versenyző      | Versenyszám            | Idő      | Hely.    | Idő      | Hely.    | Idő        | Helyezés   |
| -------------- | ---------------------- | -------- | -------- | -------- | -------- | ---------- | ---------- |
| Marina Nigg    | Műlesiklás             | 57,47    | 27.      | 53,17    | 18.      | 1:50,64    | 21.        |
| Tina Weirather | Lesiklás               |          |          |          |          | nem indult | nem indult |
| Tina Weirather | Szuperóriás-műlesiklás |          |          |          |          | nem indult | nem indult |

## Sífutás
Férfi
| Versenyző    | Versenyszám | Eredmény  | Helyezés |
| ------------ | ----------- | --------- | -------- |
| Philipp Hälg | 15 km       | 40:41,5   | 27.      |
| Philipp Hälg | 30 km       | 1:12:47,8 | 43.      |